# Xotepingo (estación)
Xotepingo (se pronuncia "shotepingo") es una estación del Tren Ligero de la Ciudad de México de tipo superficial. Xotepingo es la colonia y una calle aledaña a Calzada de Tlalpan. Su logo representa una planta de chile.

## Descripción
Xotepingo proviene del nahuatl Xotecpinco: formado por Xoxouhqui, azul verdioso; tecpin: chile pequeño, pulga, piquin; co, lugar. Lugar de los chiles pequeños. Xotepingo era el nombre de un rancho o hacienda en esta zona de la ciudad, toponimia que se conserva en la calle del mismo nombre.

## Rehabilitación y Mantenimiento Mayor
La estación se encuentra fuera de servicio desde el 1 de julio de 2019, debido a que se realizará una rehabilitación mayor del sistema, ya que se hará el cambio de vías que han permanecido desde a mediados de la década de 1890, cuando eran usados para la extinta ruta de tranvías que recorrían lo que hoy es el Tren Ligero. Se espera que las obras terminen al 100% el día 31 de diciembre de 2019.

## Lugares de interés
- Museo Anahuacalli de Diego Rivera.